# Antonio Salas
Antonio Salas es el pseudónimo de un periodista de investigación español, que debido a su profesión se ve obligado a mantener en secreto su identidad. Aunque sus libros han sido cuestionados en ocasiones por contener información no verificable por los afectados por sus investigaciones (neonazis, traficantes de seres humanos, organizaciones terroristas, etc), su testimonio ha servido como base documental en varios juicios, de los cuales el más sonado fue el de la organización neonazi Hammerskin España o el caso de Arturo Cubillas, acusado de ser el máximo responsable de ETA en Venezuela.

## Biografía
Antonio Salas ha estudiado periodismo en la Universidad Complutense de Madrid. Algunos de sus reportajes se han convertido en pruebas judiciales y él mismo ha sido testigo protegido de la Fiscalía de Madrid, en casos como el de Hammerskin España.
Los libros publicados por Antonio Salas son: Diario de un skin (2003), El año que trafiqué con mujeres (2004), El palestino (2010), Operación Princesa (2013) y Los hombres que susurran a las máquinas (2015). 
En 2004, se estrenó en el Festival de Cine de Málaga la película Diario de un skin, interpretada por Tristán Ulloa y dirigida por Jacobo Rispa, en la que se dramatizan las aventuras de Salas durante su infiltración en el movimiento nazi español. Un año después se estrenó El año que trafiqué con mujeres, interpretada por Nancho Novo y dirigida por Jesús Font. En ella, se dramatiza la infiltración de Salas en las mafias del tráfico de mujeres y niñas para su explotación sexual. En El año que trafiqué con mujeres Salas analizó los acontecimientos contados por las mujeres que ejercen en España la prostitución. En el documental que acompañó al libro, se recogen las grabaciones de cámara oculta obtenidas por Salas durante sus reuniones con Sunny, Torres y otros traficantes de seres humanos.
El siguiente libro documental publicado por Salas fue El Palestino, en el que se hace pasar por un palestino-venezolano, se infiltra en los entrenamientos de las FARC colombiana y vive con simpatizantes y opositores al presidente de Venezuela Hugo Chávez. 
Con Operación Princesa se estrenó como novelista, basándose en la historia detrás de la Operación Carioca.
Su último libro publicado es Los hombres que susurran a las máquinas en el cual investiga acerca de la seguridad informática y los hackers para informar acerca de la falta de conocimientos sobre la seguridad en internet.
Salas además es director de la serie Confidencial, una colección de libros autobiográficos redactados por algunas de las personas que el periodista conoció en sus diferentes infiltraciones. Hasta ahora los títulos publicados son:
- Alejandra Duque, La Agenda de Virginia
- David Madrid, Insider: un policía infiltrado en las gradas ultras
- Juan Mata, Diario del Infierno
- Juanma Crespo, Memorias de un Ultra

## Obras publicadas
- Diario de un skin (Ediciones Martínez Roca, Grupo Planeta; 2003).
- El año que trafiqué con mujeres (Ediciones Martínez Roca, Grupo Planeta; 2004).
- El palestino (Ediciones Martínez Roca, Grupo Planeta; 2010).
- Operación Princesa (Editorial Planeta, 2013).
- Los hombres que susurran a las máquinas (Editorial Espasa, Grupo Planeta; 2015).

## Películas basadas en sus libros
- Diario de un skin (2005, dirigida por Jacobo Rispa).[5][6]
- El año que trafiqué con mujeres (2005, dirigida por Jesús Font).[7]